# Centro Cultural Universitario Tlatelolco
El Centro Cultural Universitario Tlatelolco, ubicado en la Torre de Tlatelolco, es un recinto multidisciplinario perteneciente a la Universidad Nacional Autónoma de México, orientado a la construcción de formas innovadoras de incidencia pública para la paz, los derechos humanos y el ejercicio de la ciudadanía, a través de la memoria, el pensamiento crítico, la empatía y las manifestaciones artísticas y culturales. Promueve el estudio, investigación y difusión de temas relacionados con el arte, la memoria y los procesos de resistencia, así como la formación cultural de los diversos públicos y comunidades que frecuentan sus espacios, tales como el M68 Memorial del 68, movimientos sociales, la Sala de Exposiciones Temporales, la Unidad de Vinculación Artística, la Biblioteca Alaíde Foppa, y próximamente, un centro de interpretación sobre arte, memoria y resistencia. 

## Ubicación
El Centro Cultural Universitario Tlatelolco está ubicado en el costado suroriente de la Unidad Habitacional Nonoalco-Tlatelolco, en el cuadrángulo delimitado al norte por la zona arqueológica de Tlatelolco y la plaza de las Tres Culturas, al sur por la avenida Ricardo Flores Magón, al poniente por el eje central Lázaro Cárdenas y al oriente por áreas de servicio de la propia unidad habitacional. El predio en el que se emplaza el conjunto arquitectónico es de 9000 m² y la superficie construida es de 35 387 m².
El complejo arquitectónico del CCU Tlatelolco fue diseñado, en la década de los sesenta, por el Arq. Pedro Ramírez Vázquez y se concibió como la sede de la Secretaría de Relaciones Exteriores. Comisionado por el expresidente Adolfo López Mateos, el complejo arquitectónico de la SRE fue inaugurado el 30 de septiembre de 1966 por el expresidente Gustavo Díaz Ordaz.  Icono de la arquitectura moderna, el complejo alberga a la Torre de Tlatelolco, donde se firmó el Tratado para la Proscripción de Armas Nucleares en América Latina y el Caribe y ha sido testigo de episodios cruciales durante el movimiento estudiantil de 1968 y protagonista de la solidaridad ciudadana tras los terremotos de 1985. 
En 2006, el complejo arquitectónico fue donado a la UNAM para la creación del Centro Cultural Universitario Tlatelolco y actualmente, la Torre de Tlatelolco alberga también otras diversas dependencias como Piso 16.

## Antecedentes

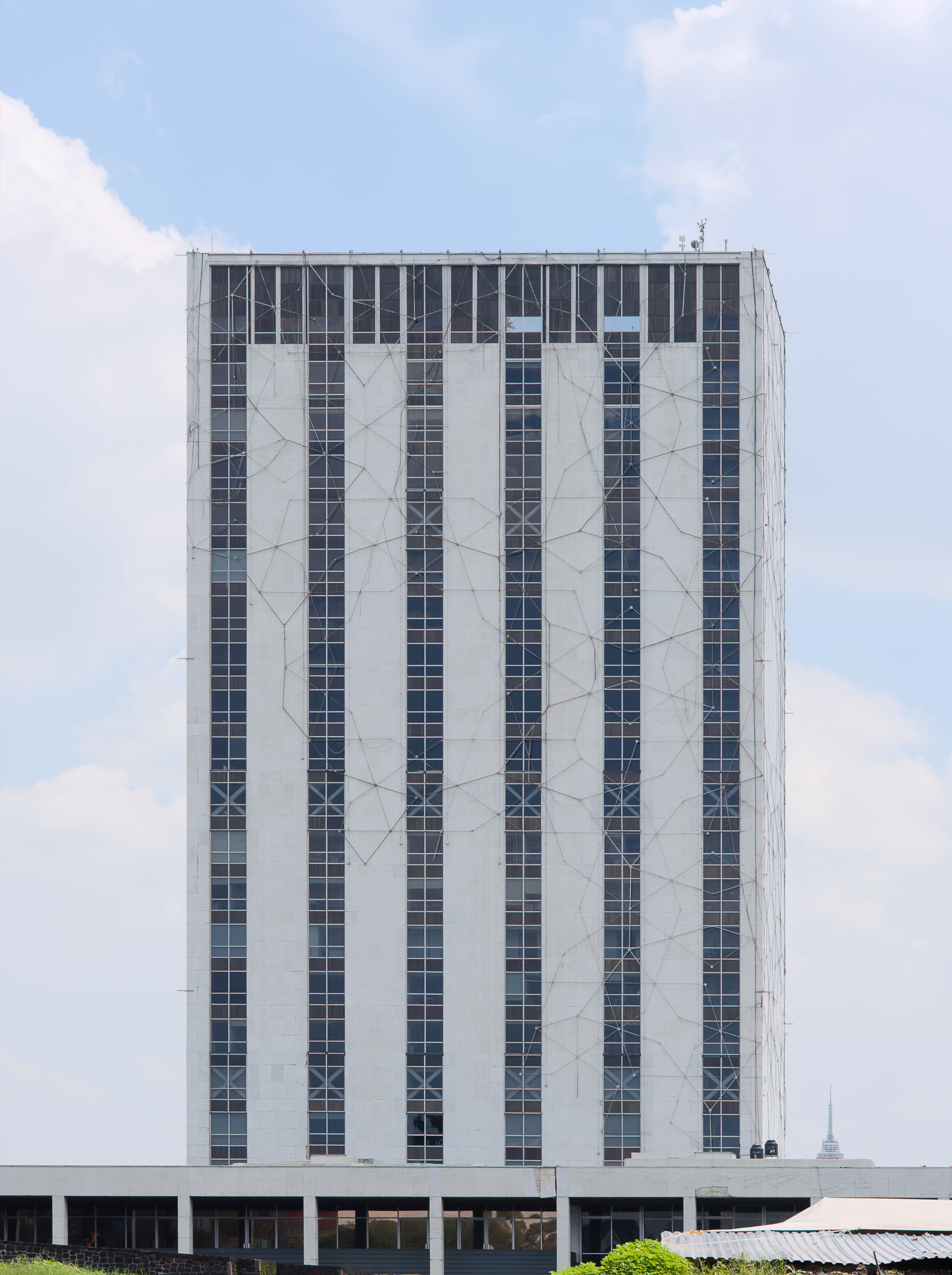
Centro Cultural Universitario Tlatelolco

El Centro Cultural Universitario Tlatelolco fue inaugurado en 2007 por el entonces rector Dr. Juan Ramón de la Fuente, acompañado del jefe de Gobierno, Marcelo Ebrard, el primer director del centro, Sergio Raúl Arroyo, artistas, intelectuales y participantes del movimiento estudiantil de 1968. En su primera etapa, albergó la exposición permanente Memorial del 68, la Colección Blaisten, el Museo de Sito Tlatelolco y la Colección Stavenhagen, misma que aún se encuentra bajo el resguardo del CCU Tlatelolco. 
El primer Memorial del 68 se estructuró a partir de tres unidades temáticas, ordenadas de manera cronológica y abordadas a través de los testimonios de los varios líderes históricos del movimiento estudiantil, los cuales actualmente están disponibles tanto en el repositorio digital Colección M68 Ciudadanías en movimiento: como el Centro de documentación M68. Las tres ejes del antiguo Memorial del 68 fueron: I. Preámbulo y contexto nacional e internacional. II. Cronología del movimiento estudiantil de 1968. III. Repecursiones en la vida política y social de México. La investigación estuvo a cargo de Álvaro Vázquez Mantecón y la museografía de Alejandro García Aguinaco, bajo la dirección de Sergio Raúl Arroyo.
El Museo de Sito Tlatelolco fue un espacio enfocado a narrar la historia de Tlatelolco  desde la arqueología, a través de aproximadamente 400 piezas halladas en lo que fue la ciudad prehispánica de Tlatelolco, que interactuaban con elementos gráficos, audio y videos.  Además, era sede del proyecto "El cerebro y el arte" sobre la percepción visual a través de la pintura mural prehispánica.
En 2018, el Centro Cultural Universitario Tlatelolco emprendió una profunda reestructuración de sus espacios museográficos, generando nuevos espacios para las artes, la memoria y los procesos de resistencia que le dan su configuración actual.

## M68 Memorial 1968, movimientos sociales

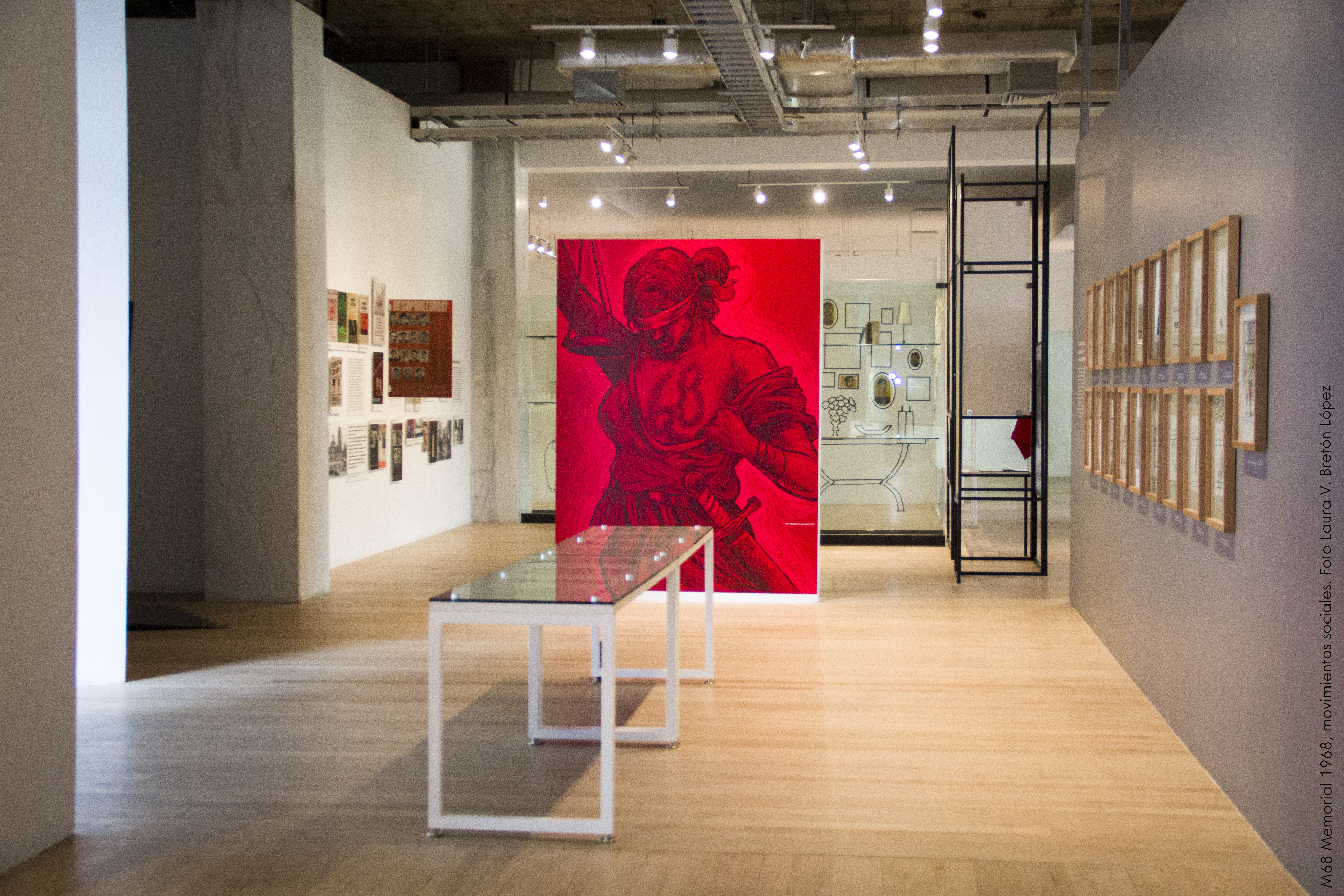
M68 Memorial 1968, movimientos sociales

1968 fue un año que evoca libertad y júbilo, memoria y olvido, sueños y revoluciones, violencia e impunidad. En México, el movimiento estudiantil de 1968 fue decisivo para impulsar un ciclo de movilizaciones que han logrado conformar un patrimonio de derechos y consolidar a la ciudadanía como fuerza de transformación política y social. Con esta premisa, y en el marco de los 50 aniversario del movimiento estudiantil, el Centro Cultural Universitario Tlatelolco de la UNAM renovó el antiguo Memorial del 68 para ofrecer al visitante una experiencia museística conocida como M68, compuesta por tres áreas vinculadas entre sí:

### Exposición M68 Memorial 1968, movimientos sociales
La exposición permanente del M68 Memorial 1968, movimientos sociales es producto de una curaduría colectiva y cuenta con 32 núcleos que fusionan dispositivos digitales, comisiones artísticas creadas ex-profeso para la exposición, piezas de arte y documentos provenientes de archivos públicos y privados para ofrecer dos recorridos temáticos principales:

#### Memorial 1968
Recorrido por los aspectos más relevantes del movimiento estudiantil de 1968 como sus antecedentes, demandas, las herramientas de lucha, los objetos de protesta, la participación de las mujeres, el papel de los medios de comunicación y del ejército, así como una cronología de 1968 a 1971, que se distribuye en distintas partes de la exposición. 
1. Apariciones. Protesta, movilizaciones sociales y represión antes del 68
2. Las mujeres y el 68
3. Temporalidades y sobrevivencias
4. Largos años sesenta
5. Miradas al 68
6. Objetos desobedientes
7. Demandas
8. Una ciudad olímpica
9. Prensa y estrategias de control desde los medios
10. Todos los culpables
11. El perfecto mexicano (Instalación artística de Plinio Ávila)
12. El 2 de octubre
13. Secreta memorialis (Instalación artística de Voluspa Jarpa)
14. Halconazo
15. Semillas. Nombrar las víctimas
16. Schisma

#### Movimientos sociales
Después del movimiento estudiantil de 1968, muchos grupos sociales se organizaron de manera pacífica y otros de forma armada, algunos movimientos sociales continuaron con las demandas y otros surgieron para luchar de maneras distintas por un país más libre y democrático. En este recorrido se despliegan algunos de los movimientos sociales más significativos que han contribuido al reconocimiento de derechos como los feminismos, los movimientos indígenas, las respuestas de la sociedad a la violencia de Estado, y los movimientos en red. 
1. Mosaico de movimientos sociales
2. Los límites del orden
3. Feminismos (De+liberaciones: luchas en diálogo. Feminismos y disidencia sexual y Constelaciones feministas)
4. Deriva 68 (terrorismo de Estado)
5. Modelos alternativos de educación
6. Comité ¡Eureka!
7. Caricatura política
8. La ruta de la pluralidad electoral
9. El coraje de decir la verdad
10. Terremoto de 1985
11. El cuerpo es un archivo. Juego para diez cámaras (Instalación artística de Pablo Martínez Zarate).

### Colección digital M68 Ciudadanías en movimiento
Repositorio digital de consulta abierta en la que colaboran múltiples archivos públicos y privados para documentar, investigar y difundir los movimientos sociales que, desde 1968 a la fecha, han impulsado el reconocimiento de derechos en México. Resultado del esfuerzo de un comité interuniversitario integrado por la UNAM, la Universidad Iberoamericana, El Colegio de México, el Instituto Politécnico Nacional y la Universidad de Chapingo, los objetivos de la colección M68 Ciudadanías en movimiento son fomentar el libre acceso a la información, contribuir a la visibilidad e internacionalización de los acervos que conjunta, así como generar conocimiento y nuevas líneas de investigación. Concebido como un proyecto a largo plazo, en permanente construcción, su labor está guiada por diez líneas estratégicas: 1) El 68 mexicano y los movimientos estudiantiles. 2) Respuestas a la violencia y crímenes de estado 3) Luchas por la democracia 4) Feminismos y luchas por la diversidad 5) Luchas indígenas y de los pueblos originarios 6)  Luchas socio-ambientales 7) Movimientos obreros y sindicales 8) Movilidad, migración y desplazados 9) Movimientos impulsados por la sociedad civil. 10) Arte, cultura y medios digitales.
Con más de 27, 000 registros y 100,000 objetos digitales, la colección M68 Ciudadanías en movimiento alberga los más de 120 testimonios de líderes históricos y participantes sobre el movimiento estudiantil de 1968, realizados en 2007 y 2018, así como los acervos de caricatura política y Fondo M68, bajo el resguardo del Centro Cultural Universitario Tlatelolco. Además, concentra diversos documentos, videos, audios, libros, expedientes provenientes de 37 archivos públicos y privados, entre los que destacan: el archivo fotográfico El Heraldo Gutiérrez Vivó-Balderas de la Biblioteca Francisco Xavier Clavigero de la Universidad Iberoamericana;  El fondo Movimientos armados en México. Recursos de la Información provenientes de la Biblioteca Daniel Cosío Villegas de El Colegio de México, una selección de expedientes de la Dirección General de Investigaciones Políticas y Sociales y de Dirección Federal de Seguridad del Archivo General de la Nación (AGN), los Archivos históricos del feminismo, compuesto por las revistas Fem, La Revuelta, la Correa feminista, el CIHUAT y La Boletina, resguardados por el Centro de Investigaciones y Estudios de Género (CIEG) de la UNAM, una selección de fotografías de los años sesenta provenientes del Museo Archivo de la Fotografía (MAF) de la Secretaría de Cultura del CDMX, el acervo Cristina Híjar. Arte y Movimiento Social-CENIDIAP/INBA, una selección de documentos del Comité ¡Eureka!, Museo Casa de la Memoria Indómita, un selección de documentos del Archivo histórico del movimiento de lesbianas feministas de México, la revista LesVOZ, así como los archivos personales de los activistas y líderes sociales Arturo Martínez Nateras y de Joel Ortega,  y de las feministas Marta Lamas, Ana Lau Jaiven, Isabel Vericat, Lucero González y de la caricaturista Cintia Bolio.

### Centro de documentación M68
Ubicado al finalizar la exposición M68 Memorial 1968, movimientos sociales, este centro de documentación permite a los visitantes explorar una variedad de testimonios, fotografías, documentos históricos, expedientes y piezas artísticas en el muro digital y en las estaciones de consulta de la Colección digital M68 Ciudadanías en Movimiento. Además, en este espacio se realizan actividades como conferencias, talleres, charlas y asesorías relacionadas con los movimientos sociales, arte y memoria. 

## Museo Xaltilolli

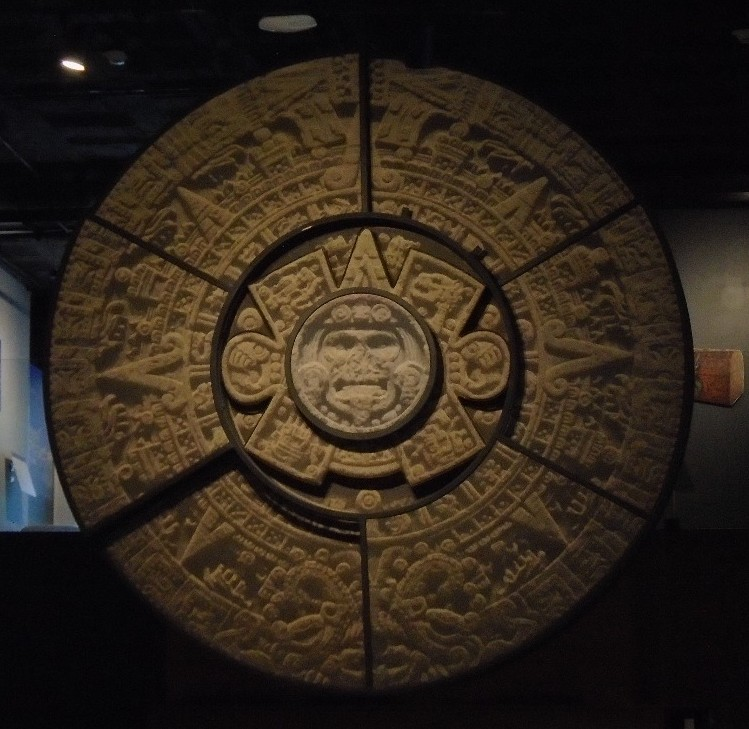
Centro del museo Xaltilolli

Es uno de los museos que se encuentran dentro del Centro Cultural Universitario. El término "Xaltilolli" es un topónimo de Tlatelolco que significa "montículo de arena". Este espacio se concibe como un homenaje a la resistencia de Tlatelolco, ofreciendo una experiencia museográfica que integra recursos digitales, escritos, táctiles, sonoros, mecánicos y lúdicos en casi mil metros cuadrados de exhibición. El objetivo principal de Xaltilolli es proporcionar una comprensión profunda de la historia y el arte de Tlatelolco, destacando su relevancia en el contexto de las culturas mesoamericanas y su legado en la actualidad.
Como museo se posiciona como un centro de interpretación y conservación del patrimonio cultural mesoamericano. A través de la investigación, la educación y la innovación tecnológica, el centro no solo preserva el pasado, sino que también contribuye a la formación de nuevas generaciones de académicos y a la comprensión pública de las culturas originarias.

### Exposiciones

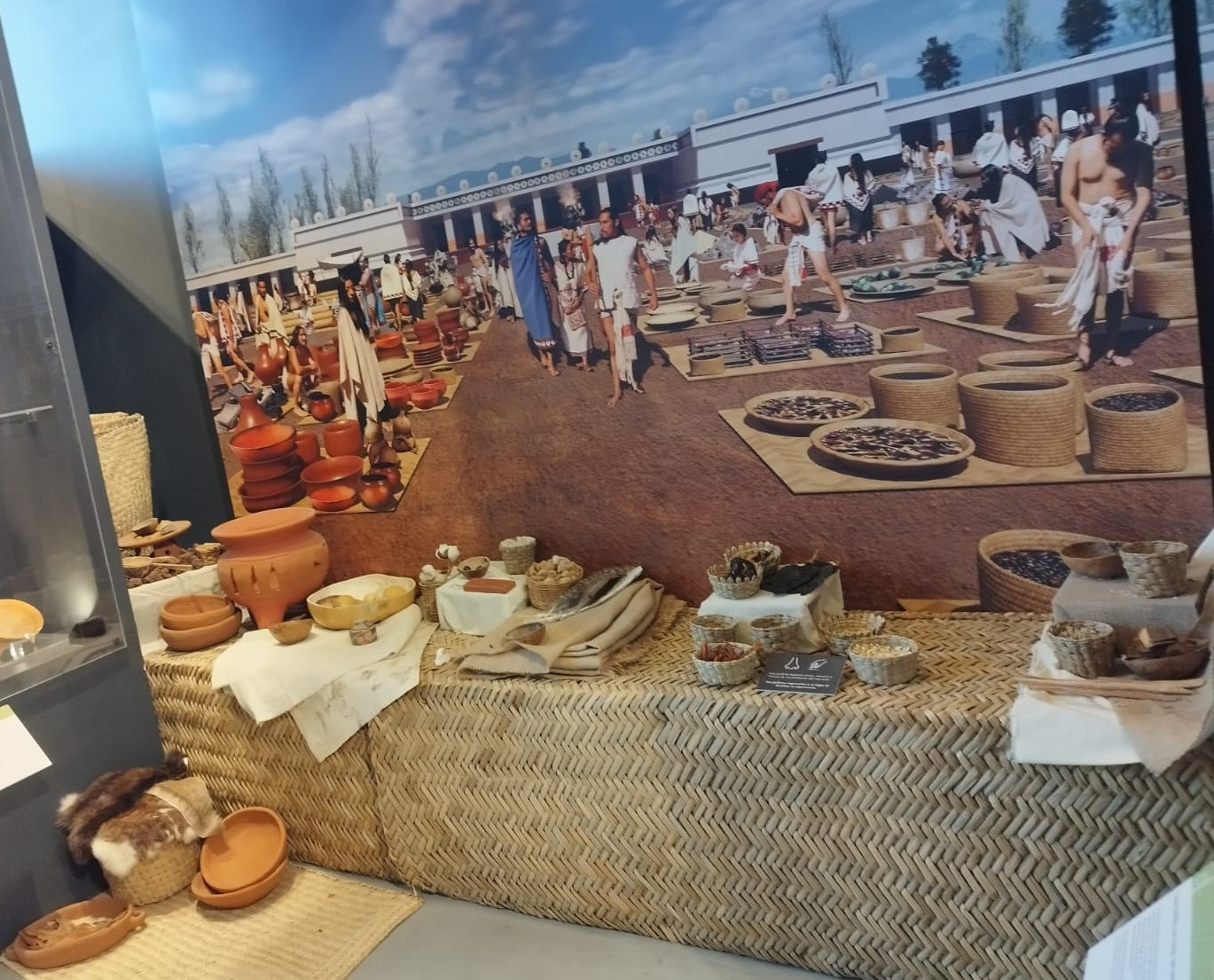
Zona de trueque en Tlateloco

Inaugurado el 2 de diciembre de 2019, es un espacio dedicado a la preservación y difusión del patrimonio cultural mesoamericano. Ahí se alberga una colección de más de 500 objetos representativos del arte mesoamericano, principalmente de piedra y cerámica. Estas piezas provienen de culturas como la Olmeca, Maya, de Occidente y Mexica, y fueron reunidas por el artista Ricardo Martínez de Hoyos, quien las utilizó como referencia para su obra pictórica.

En este museo se reconoce a través del arte la resistencia de Tlatelolco a lo largo de los años. Posee diferentes actividades que apoyan el aprendizaje, hay zonas olfativas, auditivas y de tacto. Se muestra la evolución el arte mesoamericano a través del tiempo, muestra una colección de arte prehispánica, siguiendo con la pintura mural novohispana, la influencia porfiriana dentro del mismo arte, hasta llegar al arte indígena actual.

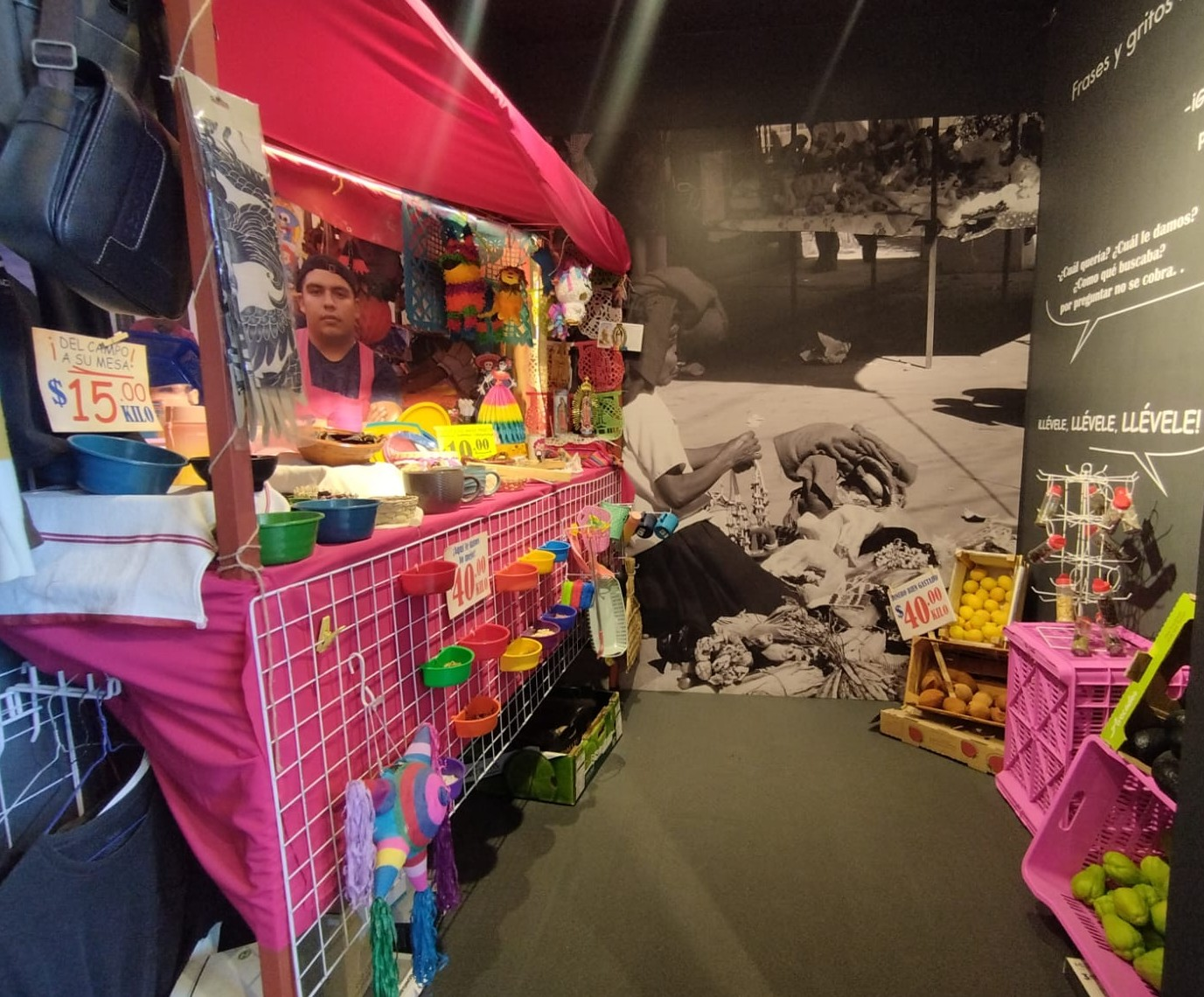
Muestra de como es un tíanguis en Tlatelolco en la actualidad. Es una zona interactiva dentro del museo

## Sala de Exposiciones Temporales
Sala de exposiciones donde se muestran procesos de investigación, colecciones de arte, material científico, histórico y acervos principalmente vinculados a las colecciones universitarias; asimismo, es un espacio en el que el arte contemporáneo dialoga y hace revisiones críticas a la historia de Tlatelolco. De 2013 a 2014 albergó la exposición Museo Expuesto. La colección de arte moderno de la UNAM 1950-1990, cuyo objetivo fue visibilizar de manera lúdica los principios básicos con los que funciona cualquier museo o colección. Asimismo, ha sido sede de tres de las cuatro exposiciones realizadas por el programa de Estudios Curatoriales de la Maestría de Historia del Arte de la UNAM: Siete. De. Catorce (del 27 de noviembre de 2014 al 26 de abril de 2015), La Ciudad está allá afuera: demolición, ocupación y utopía (del 26 de noviembre del 2016 al 2 de abril del 2017), así como Ficción y tiempo (del 29 de noviembre de 2018 al 31 de marzo de 2019).
Por otro lado, ha albergado diversas exposiciones de arte contemporáneo, entre las que destaca Renombrar el mundo: expediciones botánicas en la Nueva España, Pintar el Lienzo de Tlaxcala y la serie 1968/3=Adorno + Siquieros + Márquez (del 22 de septiembre de 2018 al 17 de febrero de 2019), 1519/3 Pani+Grobet+Meyenberg (del 5 de diciembre de 2019 al 22 de marzo de 2020) y 1610/3 Santiago el Mayor+de Robina y Goeritz+Lorena Mal (julio 2021 - julio 2022), que exploran desde el arte contemporáneo las diversas capas históricas de lo prehispánico, colonial y moderno, en estrecha relación con el barrio de Tlatelolco (https://tlatelolco.unam.mx/tlatelolcoentretres/).

## Mediación educativa
Mediación Educativa es un espacio que posibilita la interacción y construcción social e individual del visitante encaminada hacia la acción ciudadana. El área ofrece una experiencia para los distintos tipos de públicos en torno a los contenidos expositivos y acervos del Centro Cultural Universitario Tlatelolco, involucrando el pensamiento crítico y la posibilidad de reflexionar, expresarse y conocerse a partir de diversas actividades educativas diseñadas para estos fines. Esta área organiza visitas y talleres para público general e instituciones, coordina actividades especialmente dirigidas para el público infantil y programas de vinculación con el entorno del centro cultural como los Recorridos por el Barrio que se realizan el último domingo de cada mes. Actualmente, cuenta con canal de YouTube para actividades en línea en tiempos de la crisis sanitaria.

## Unidad de Vinculación Artística
También conocida por sus siglas, la UVA es un área estratégica del Centro Cultural Universitario Tlatelolco para la educación cultural no formal. Ofrece talleres de diversas disciplinas a niños, jóvenes y adultos que, a partir de un marco de enseñanza-aprendizaje, propician la construcción de conocimiento significativo y favorecen el desarrollo del pensamiento crítico. Impulsa la vinculación entre comunidades, propicia el trabajo interdisciplinario y fomenta la formación de artistas como educadores en sus disciplinas. Cuenta con la "Biblioteca Alaíde Foppa", la primera biblioteca comunitaria de la UNAM. Fue inaugurada en noviembre del 2018 y posee espacios dirigidos a niños, niñas y jóvenes, área de juegos, tejidos y fanzines.

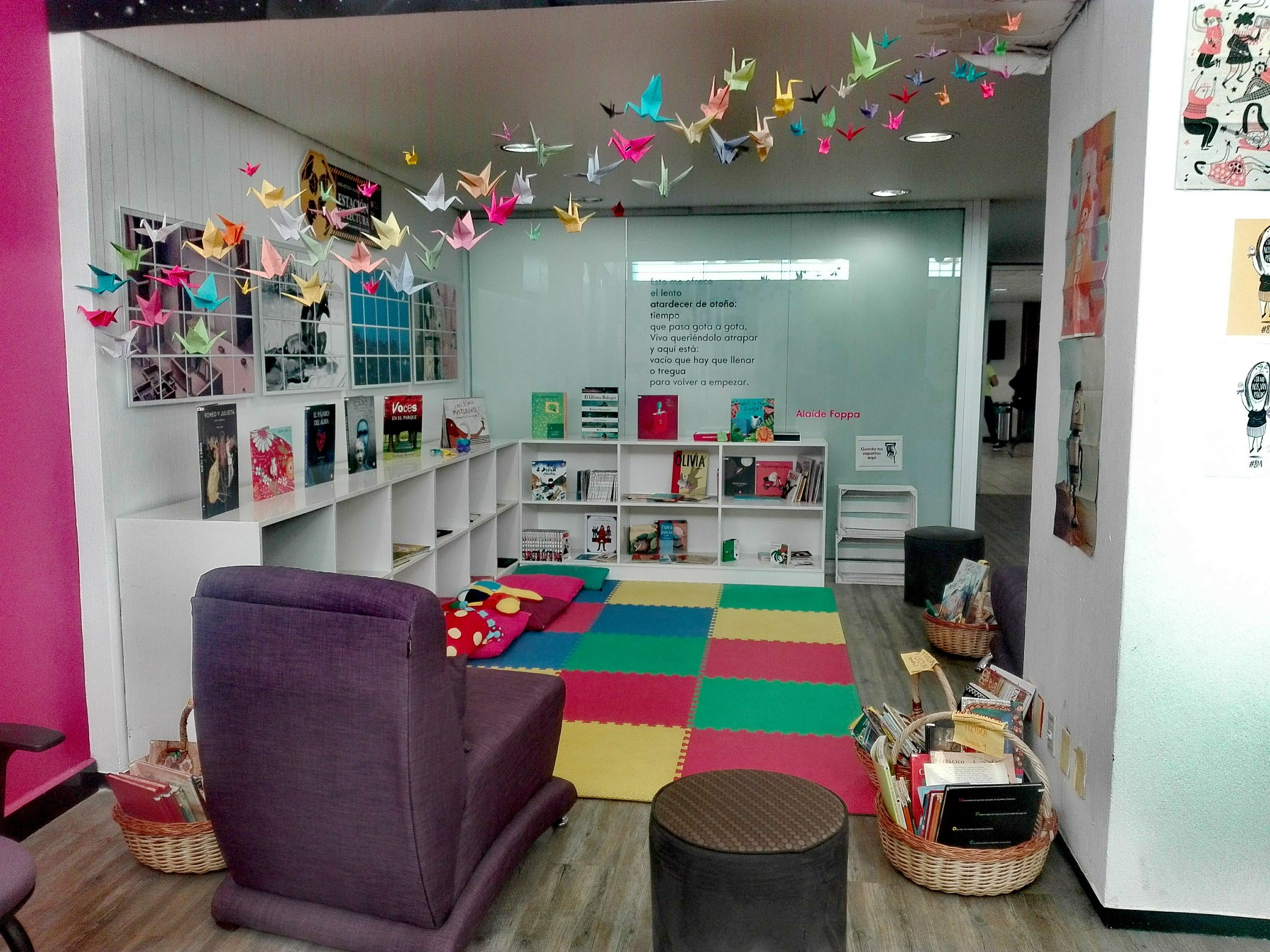
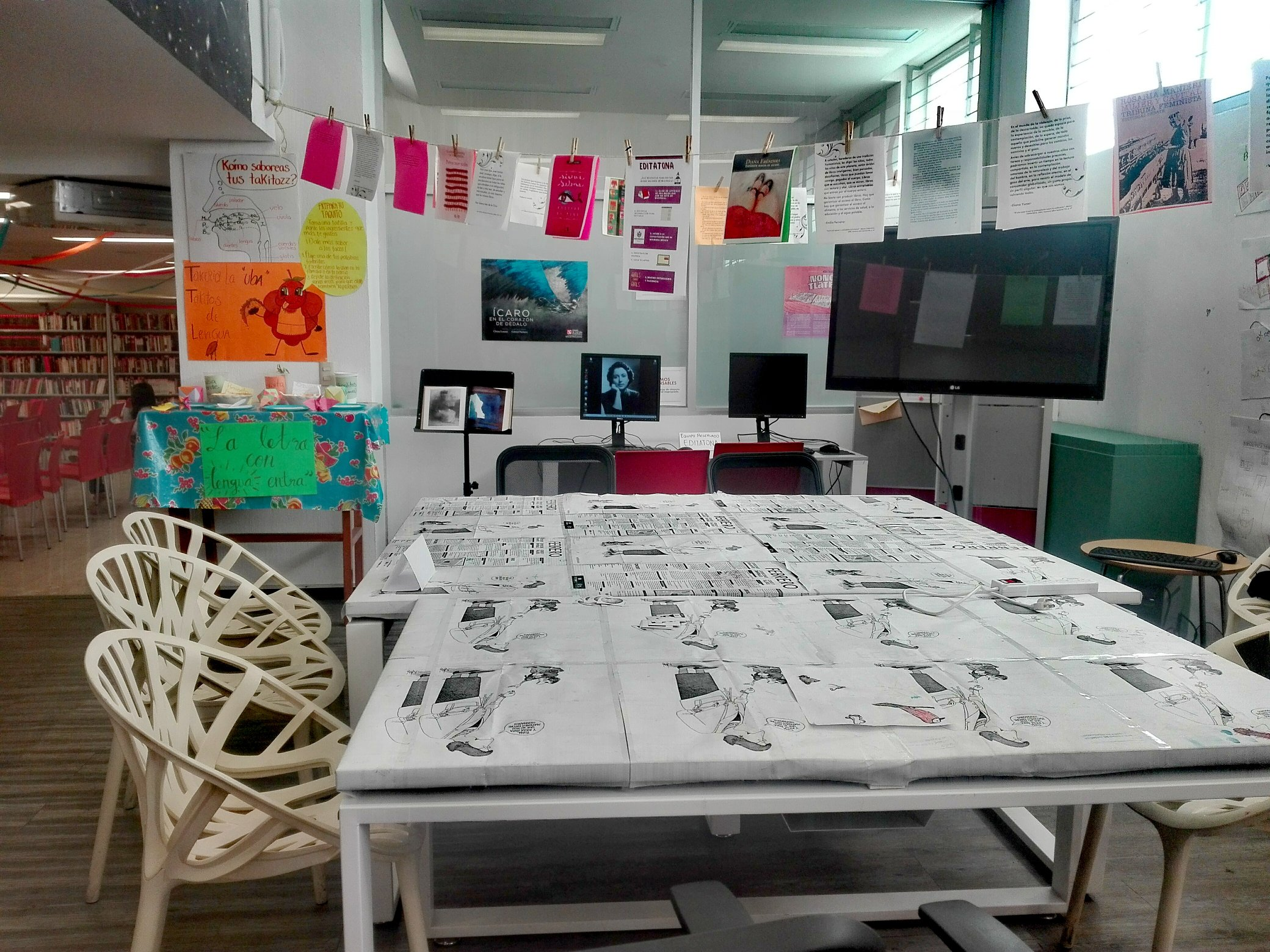
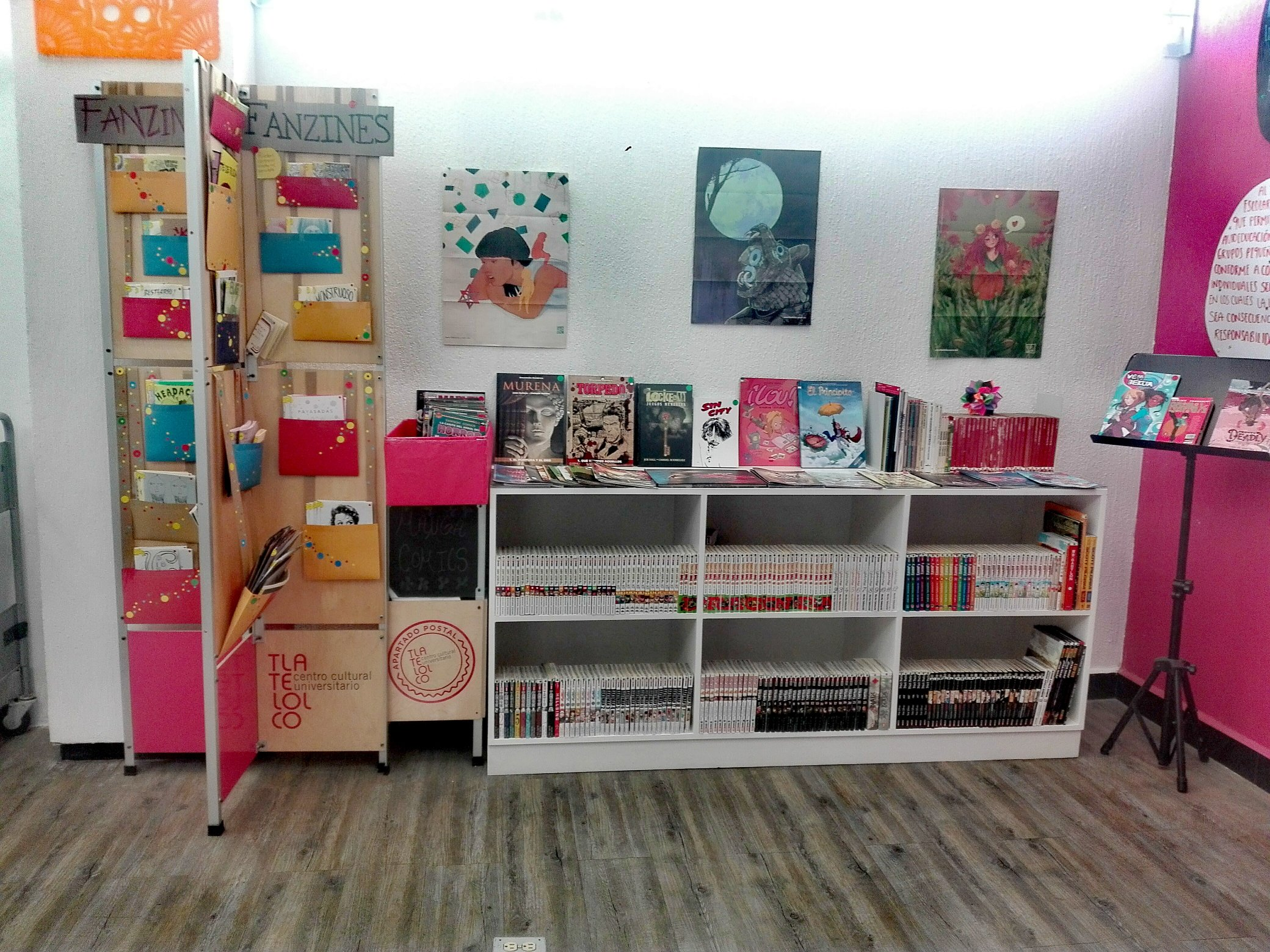

## Acervo artístico y documental
El Centro Cultural Universitario Tlatelolco tiene bajo su resguardo para su estudio y difusión un vasto acervo formado por varias colecciones: 

### Fondo de caricatura política
El acervo de caricatura política consta al momento de tres colecciones principales: el Fondo Rogelio Naranjo, el Fondo Eduardo del Río (Rius) y el Fondo Rocha.
1. La colección de dibujos de Rogelio Naranjo es el corpus más extenso de la producción del artista mediante el cual es posible reconstruir la historia política mexicana de 1968 a la fecha.
2. En 2016 el maestro Rius donó a la UNAM los dibujos y maquetas originales correspondientes a 53 de sus libros. Esta colección, de gran importancia para la memoria, el arte y la cultura popular de México, se integra al vasto acervo de caricatura política del Centro Cultural Universitario Tlatelolco para su cuidado, estudio y exhibición acorde a su directriz de preservar e investigar la historia política de México de la segunda mitad del siglo XX y contemporánea.
3. La más reciente donación al acervo es la colección de dibujos de Gonzalo Rocha, publicados en el diario La Jornada y en la Revista Proceso desde 2000 a la fecha. Esta nueva adición ha permitido que el Fondo de Caricatura Política se convierta en el más importante de su tipo en nuestro país.

### Fondo Mario Pani
El Fondo Mario Pani fue adquirido en 2009 a la Señora Pani. El Archivo incluye negativos, diapositivas y fotografías en blanco y negro. La mayor parte está conformada por registros visuales de la edificación del complejo urbanístico de Nonoalco-Tlatelolco y cubre desde las primeras etapas de la construcción hasta perspectivas del conjunto, de los espacios recreativos, de los edificios y detalles interiores de pasillos, escaleras y patios, así como también de la Torre Insignia. El registro fotográfico se debe principalmente a Guillermo Zamora y contiene también varias de Armando Salas Portugal.

### Fondo SRE.  Colección de planos del edificio de la Secretaría de Relaciones Exteriores
En abril de 2014 se incorporaron al acervo 2,200 planos correspondientes a la construcción del edificio de la Secretaría de Relaciones Exteriores. La colección incluye todas las etapas de la construcción del edificio, cimentación, instalaciones eléctricas, hidráulicas, aire acondicionado, detalles arquitectónicos, entre otros.

### Fondo documental Juan Acha
Fondo que alberga la biblioteca y el archivo profesional del teórico peruano-mexicano Juan Acha. Donado a la UNAM en 2008 por la artista Mahia Biblos, este acervo se compone de más de 11 mil documentos (libros, revistas, carteles, fotografías, etcétera), los cuales se encuentran disponibles para consulta de investigadores interesados en la teoría y la historia del arte, así como en los acontecimientos sociales y políticos que han tenido lugar en América Latina desde la década de los sesenta hasta el presente.

### Fondo M68
Compuesto por más de 2400 documentos, fotografías, volantes, carteles, objetos y libros sobre el movimiento estudiantil de 1968, el Fondo M68 es posible gracias a las donaciones de participantes y líderes del movimiento. Además. resguarda los más de 120 testimonios de participantes del movimiento estudiantil grabados entre 2007 y 2018 por el Centro Cultural Universitario Tlatelolco.

### Colección Stavenhagen
Colección que aborda el pasado prehispánico desde una perspectiva artística, a través de piezas arqueológicas caracterizadas por su forma, su expresividad, su armonía y su composición. Esta exposición temática permite apreciar la diversidad, riqueza y creatividad de los grupos mesoamericanos. Chamanismo, ritualidad, enfermedades, sexualidad, la familia, la vida y la muerte están presentes en más de 500 piezas de la colección que Kurt y Lore Stavenhagen, padres del reconocido sociólogo Rodolfo Stavenhagen, conformaron durante gran parte de su vida a partir de los años 40.

### Xipe Tótec: un faro de México
Instalación lumínica del artista Thomas Glassford sobre el edificio del Centro Cultural Universitario Tlatelolco. Una red invisible durante el día se enciende apenas se oculta el sol. La intervención cubre las cuatro fachadas del edificio con un velo de luces rojas y azules. Con el título de la obra, Glassford decide venerar al dios azteca o mexica Xipe Tótec (“Nuestro Señor el Desollado” o “El Bebedor Nocturno”), quien se quitó su piel para alimentar a la humanidad. De la misma forma, Tlatelolco se viste con una nueva piel que resplandece para conmemorar una nueva vida como Centro Cultural, un faro visible desde cualquier punto estratégico de la Ciudad de México. 

## Sello editorial
Actualmente, el Centro Cultural Universitario Tlatelolco cuenta con un renovado sello editorial con diversas colecciones y títulos
| 1  | 68: Gesta, fiesta y protesta Colección: Brigadistas Autor: HUMBERTO MUSACCHIO Año de publicación: 2018 / ISBN: 978-607-30-0771-9 [ensayo/crónica] Crónica del 2 de octubre en Tlatelolco y la detención en el Campo Militar No.1. Recuentos de la algarabía estudiantil. Ensayos sobre la gráfica del 68 y el papel de la prensa. Una batalla contra el olvido. |
| 2  | 1969-1 Palabras cerca del color, calor y olor Colección: Brigadistas Autor: ISMAEL COLMENARES Año de publicación: 2018 / ISBN: 978-607-30-0773-3 [novela] Un enamoradizo estudiante de preparatoria y su grupo de amigos se ven involucrados en el movimiento estudiantil y en una batalla personal contra la mafia de basureros que provee de golpeadores al Partido Revolucionario Institucional. Divertido relato que retrata el contexto juvenil de la Ciudad de México en 1968. |
| 3  | Chapingo y el Movimiento del 68 Colección: Brigadistas Autores: HIRAM NÚÑEZ GTZ / ROSAURA REYES CANCHOLA / JORGE G. OCAMPO (entregué 75 de contraprestación) Año de publicación: 2018 / ISBN: 978-607-30-0770-2 [testimonios] El movimiento estudiantil no solo fue de universitarios y politécnicos. Chapingo también marchó y entró en huelga; movilizó brigadistas y tuvo delegados en el CNH. Aquí una pequeña compilación de testimonios de estudiantes de la entonces Escuela Agrónoma de Chapingo. |
| 4  | Motivos para el canto y la danza. Poesía del 68 Colección: Brigadistas Compiladores: ALEJANDRO ZENTENO Y JOSÉ ALBERTO DAMIÁN Año de publicación: 2018 / ISBN: 978-607-30-0772-6 [poesía] Libro inédito del CCU Tlatelolco, que reúne poemas de distintas generaciones vinculadas al 68: maestros, estudiantes activistas y presos, jóvenes que vieron el movimiento desde su adolescencia y que heredaron la conciencia política y social. El poemario se estructura a base de textos de José Revueltas e ilustraciones del muralista y José Hernández Delgadillo. |
| 5  | El cuerpo del delito. Cien días de dibujos en Lecumberri (y anexos…) Colección: Brigadistas Autor: JAIME GODED Año de publicación: 2018 / ISBN: 978-607-30-0846-4 [dibujo] Jaime Goded era estudiante de sociología cuando fue arrestado por el ejército durante la toma de CU. Los dibujos que realizó durante los 100 días que estuvo preso en Lecumberri conforman también un relato del absurdo de los procesos judiciales del Estado mexicano contra los jóvenes del movimiento estudiantil de 1968. Goded fue inculpado por once delitos, desde incitación a la rebelión hasta homicidio. |
| 6  | Una voz desde la masacre Colección: Brigadistas Autor: JOSÉ DAVID VEGA BECERRA (entregué 75 de contraprestación) Año de publicación: 2018 / ISBN: 978-607-30-0849-5 [testimonio y autobiografía] Relato autobiográfico en el contexto del movimiento estudiantil y la represión del 2 de octubre, narrado por uno de los oradores del mitin en Tlatelolco, delegado politécnico en el Consejo Nacional de Huelga. |
| 7  | Octubre dos. Historias del movimiento Colección: Brigadistas Autor: MARIO ORTEGA OLIVARES (entregué 80 de contraprestación) Año de publicación: 2018 / ISBN: 978-607-30-0848-8 [testimonios] El movimiento estudiantil del 68 no se entendería sin los brigadistas del Instituto Politécnico Nacional. Poco se sabe de la épica resistencia de la Vocacional 7 y el Casco de Santo Tomás ante los ataques de paramilitares, granaderos y el Ejército. Extensa recopilación de crónicas y testimonios de bases estudiantiles, líderes politécnicos, artistas e intelectuales que apoyaron el movimiento. |
| 8  | Antología Teatro del 68 Colección: Brigadistas Compilador: RAFAEL GALVÁN (le dimos 80 de contraprestación) Año de publicación: 2018 / ISBN: 978-607-30-0826-6 [teatro] Trece obras de teatro escritas por dramaturgos y activistas que estuvieron involucrados en el movimiento estudiantil de 1968: Enrique Ballesté, Ismael Colmenares, Pilar Campesino, Xavier Robles, Gabriela Ynclán, Adam Guevara, entre otros. |
| 9  | Crónicas de octubre 2ª edición Colección: Brigadistas Coordinadora: LILIANA PESINA / MEDIACIÓN EDUCATIVA CCUT Año de publicación: 2019 / ISBN: 978-607-30-2249-1 [crónica] Doce crónicas, doce experiencias del movimiento estudiantil desde perspectivas distintas al activismo político. La historia vivida y recordada en voz baja del 68. |
| 10 | Ovarimonio ¿Yo, guerrillera? Colección: Brigadistas serie 2019 Autora: GLADYS LÓPEZ HERNÁNDEZ (entregué 75 ejemplares de contraprestación a la hermana) Año de publicación: 2019 / ISBN: 978-607-30-2011-4 [autobiográfico] Ovarimonio = testimonio de mujer, pequeña rebelión del lenguaje de una mujer de rebeliones. Autobiografía de una estudiante de la Preparatoria Popular que madura políticamente desde su adolescencia durante el movimiento del 68, hasta padecer cuatro años de cárcel durante la Guerra Sucia, acusada de complicidad con grupos guerrilleros. Ovarimonio es la prueba de que ningún sistema —familiar, laboral, gubernamental— logró someter a Gladys López. |
| 11 | La otra cara de la Patria Colección: Brigadistas serie 2019 Autora: JUDITH REYES (entregué 75 ejemplares de contraprestación al hijo) Año de publicación: 2019 / ISBN: 978-607-30-2017-6 [autobiográfico] Judith Reyes merece ser conocida, escuchada, apreciada. Ella era La tamaulipeca en el medio artístico, pero se volvió una amenaza para el régimen cuando decidió acompañar y cantar las gestas políticas y sociales del pueblo mexicano, campesinos, obreros y estudiantes. Cantante, compositora y activista de izquierda que escribió esta autobiografía desde su exilio en Italia, en 1974, tras ser secuestrada por el gobierno mexicano, con el afán de silenciar su voz. Historia de vida de una mujer, que es también la historia de una nación sometida a un feroz autoritarismo, siempre escondido tras un disfraz de Estado en vías de progreso y modernidad. |
| 12 | Agosto 68. Historias de amor rebelde Colección: Brigadistas serie 2019 Autor: SALVADOR RUIZ VILLEGAS Año de publicación: 2019 / ISBN: 978-607-30-2019-0 [cuento] El delegado de Ingeniería de la UNAM en el Consejo Nacional de Huelga es también un escritor sensible. Agosto 68 reúne 18 breves relatos sobre las pequeñas y grandes historias de amor que sucedieron entre marchas, brigadas, planteles en huelga, corretizas y celdas de prisión. Otra manera de narrar el movimiento estudiantil de 68. |
| 13 | Toda la furia / Campo militar número uno Colección: Brigadistas serie 2019 Autor: HORACIO ESPINOSA ALTAMIRANO Año de publicación: 2019 / ISBN: 978-607-30-2020-6 [crónica/ensayo/testimonio] Libro doble del escritor, periodista y poeta de izquierdas (maestro del IPN) que simpatizó con el movimiento estudiantil y publicó su experiencia a ras de suelo en el libro autopublicado Toda la furia. Campo militar es su testimonio sobre los días que pasó secuestrado en 1973 por su trabajo como periodista en la revista Por qué?, órgano de oposición al gobierno. |
| 14 | Volveremos / Máquinas y burgueses Colección: Brigadistas serie 2019 Compilador: JOSÉ MANUEL GALVÁN LEGUIZAMO Año de publicación: 2019 / ISBN: 978-607-30-2015-2 [teatro estudiantil] Libro doble que consigna dos obras de teatro coral estudiantil escritas colectivamente en 1969 y 1973 por grupos de la Preparatorio Popular y los nacientes CCH. Los temas son el movimiento estudiantil de 1968 y el materialismo histórico –como materia escolar–, asuntos que difícilmente se podían abordar desde el activismo político. |
| 15 | Myrtho, te llama el director Autora: MYRTHOKLEIA GONZÁLEZ Año de publicación: 2019 / ISBN: 978-607-30-2416-7 [álbum ilustrado] Myrtho ha pasado buena parte de su vida en las oficinas del director, ya sea porque golpeó a una compañerita que se burló de su labio leporino o porque enfrentó al Estado mexicano durante el movimiento estudiantil de 1968. Libro-álbum ilustrado sobre la historia de vida de Myrhokleia González, la primera mujer en ser aceptada en el Instituto Politécnico Nacional para estudiar como Técnico Mecánico Industrial y maestra de ceremonias del trágico mitin del 2 de octubre, en Tlatelolco. |
| 16 | Arte + Educación en Tlatelolco. Estrategias autorales, lúdicas e interdisciplinares para transitar de un punto a otro Coordinadora: MAGDALA LÓPEZ Año de publicación: 2019 / ISBN: 978-607-30-2116-6 [ensayos sobre educación artística] La UVA publica su primer libro a manera de declaración de principios: las prácticas pedagógicas son procesos creativos, las estrategias del arte aquí se ponen al servicio de la enseñanza artística. Ocho talleristas –del flamenco a la literatura, de la pintura al parkour, etc, etc– se convierten en guías que comparten los hallazgos de sus expediciones, las metodologías puestas a prueba y las nuevas dudas para imaginar nuevos mundos. Un libro que dialoga con colegas de la educación artística y gestión cultural, pero también abierto a cualquier persona interesada en explorar la relación entre arte y docencia, estrategias y líneas de investigación que conviven en este espacio de esencia flexible e incluyente para la enseñanza no formal de las artes. |
| 17 | La crónica como antídoto. Las dimensiones del ocio Volumen IV Coordinadora: EUNICE HERNÁNDEZ Año de publicación: 2019 / ISBN: 978-607-30-2609-3 [ensayos sobre educación artística] En este libro se baila danzón en la Ciudadela y se camina sin rumbo por la ciudad fumando marihuana; desafía la oscuridad de un cine porno y reflexiona sobre la condición existencial de un estadio de futbol. Cuarta edición del concurso La crónica como antídoto que deja en libertad doce crónicas que pertenecen a las calles de esta ciudad. Se completa con una serie de clases impartida por tres especialistas, en las que el lector podrá acercarse desde una mirada crítica al mundo de la crónica. |
| 18 | Tlatelolco a la deriva. Prácticas artísticas para sentir el espacio público colección: Lugar común Coordinadora: SOFÍA CARRILLO HERRERÍAS Año de publicación: 2019 / ISBN: 978-607-30-2542-3 [arte y comunidad] Las derivas de tres artistas visuales proponen nuevos recorridos por el barrio de Tlatelolco. Sus inquietudes, exploraciones y hallazgos conviven con las crónicas urbanas creadas durante un taller que impulsó el proyecto editorial El Asunto urbano en colaboración con la Unidad de Vinculación Artística del CCUT. |
| 19 | De viaje. La raza te espera colección: Lugar común Coordinadora: SOFÍA CARRILLO HERRERÍAS Año de publicación: 2019 / 978-607-30-2889-9 [arte y migración] Libro de alto contenido gráfico, con material para niños y adultos, que deja en claro que “Migrar es natural”. Historias de viaje y testimonios de personas deportadas y retornadas. Ilustraciones que nos vinculan como especie humana con el reino animal a través de los derechos que todo ser vivo tiene para buscar —y obtener— refugio, reconocimiento e inclusión |

## Galería de imágenes

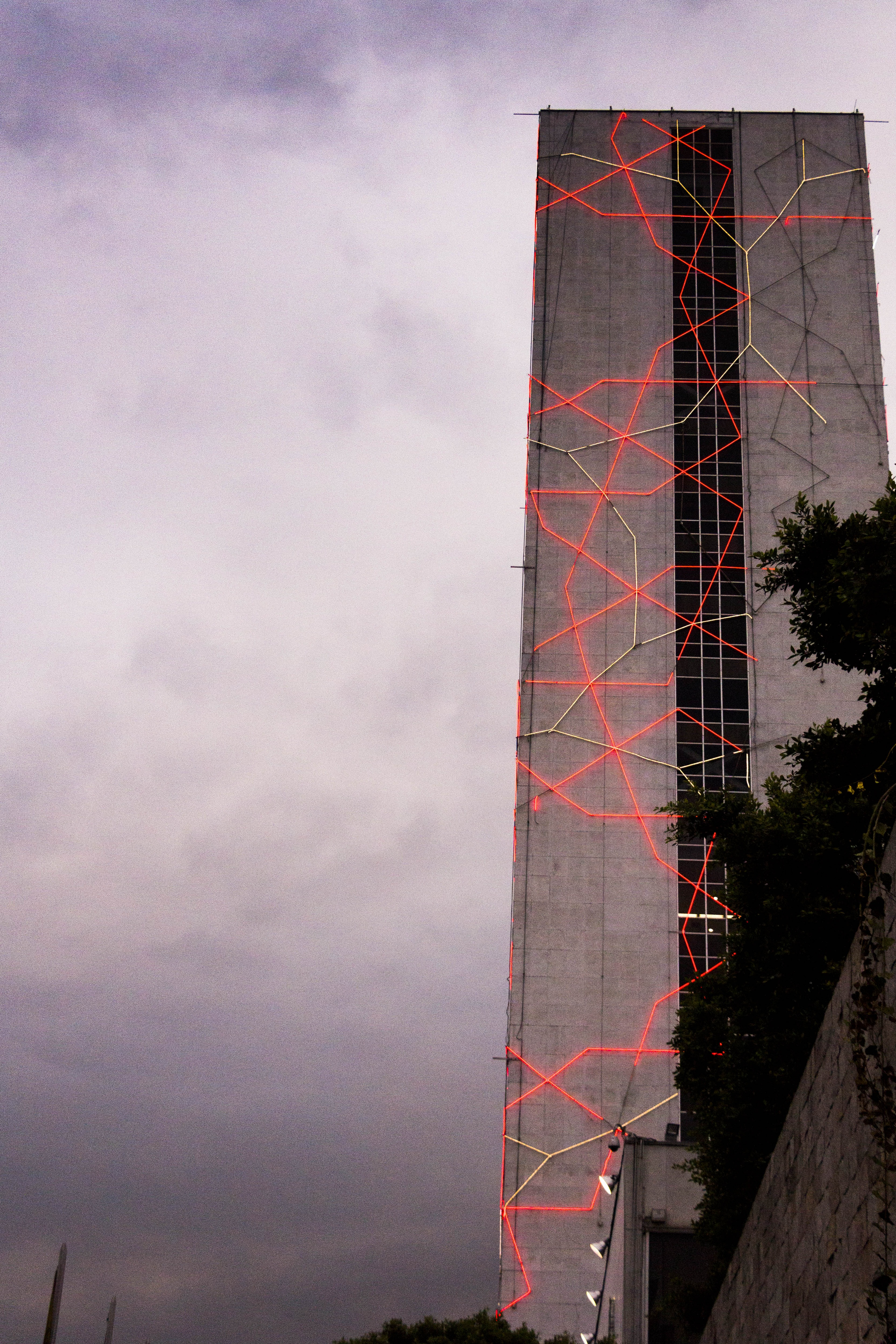
CCU Tlatelolco
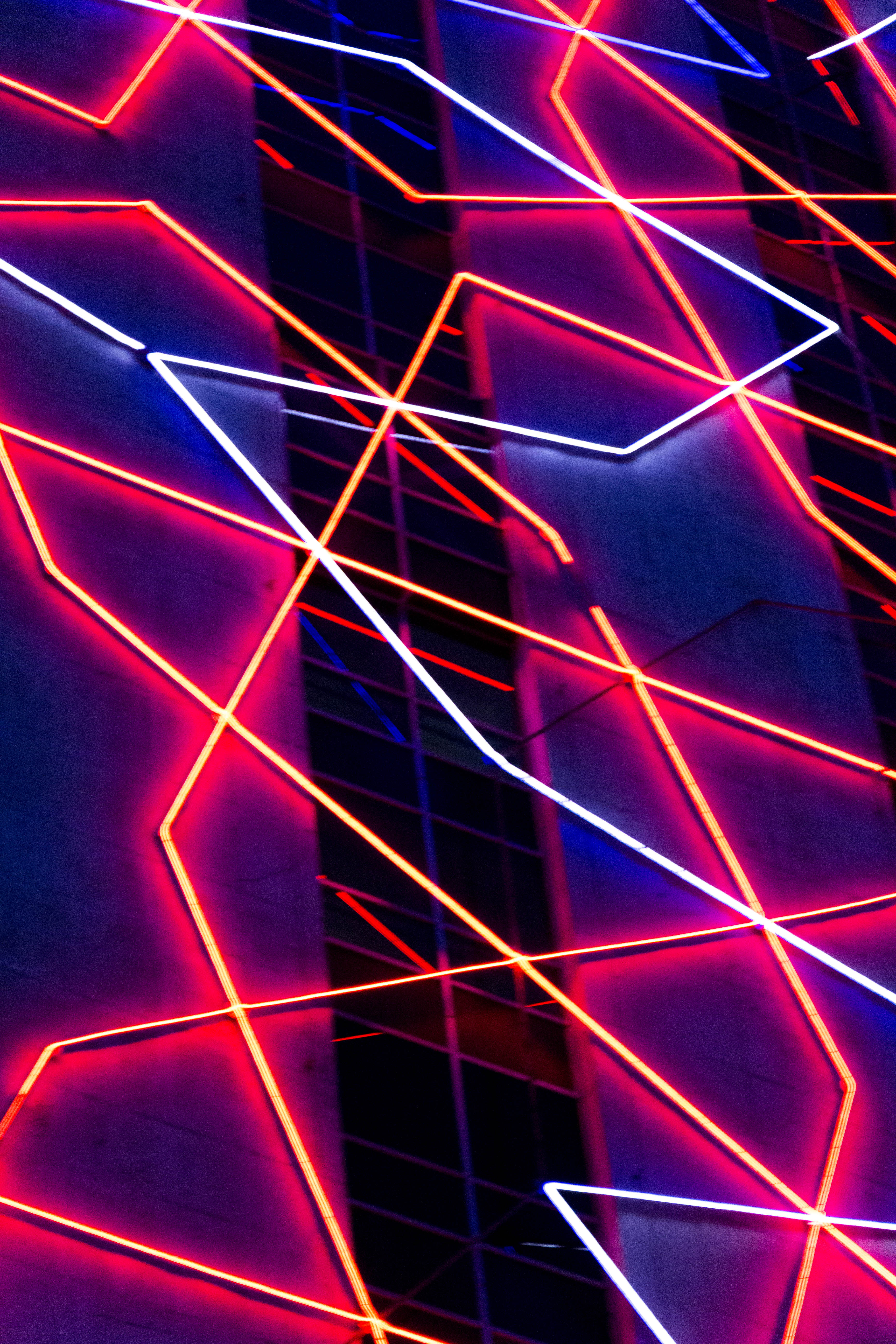
Xipe Tótec
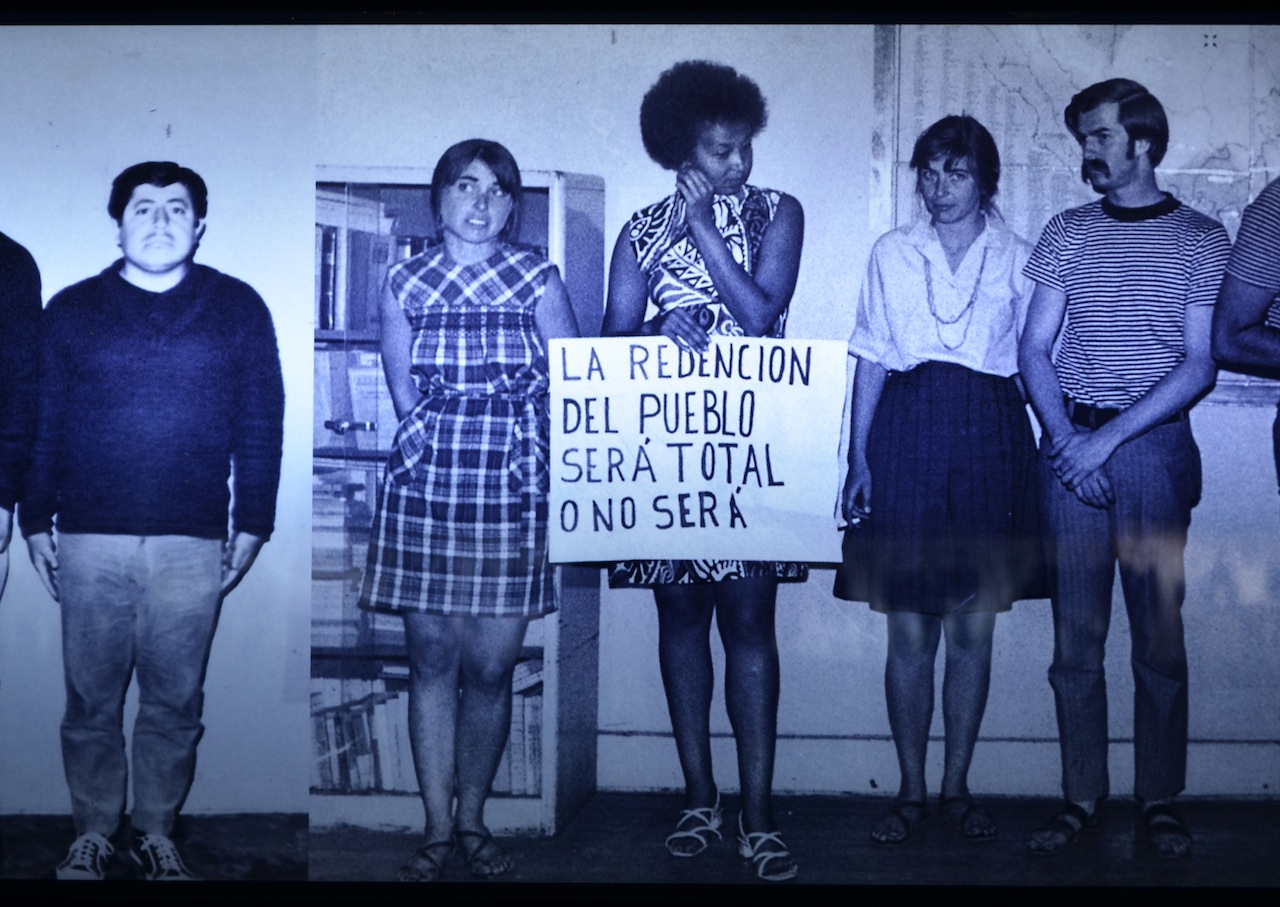
Memorial del 68
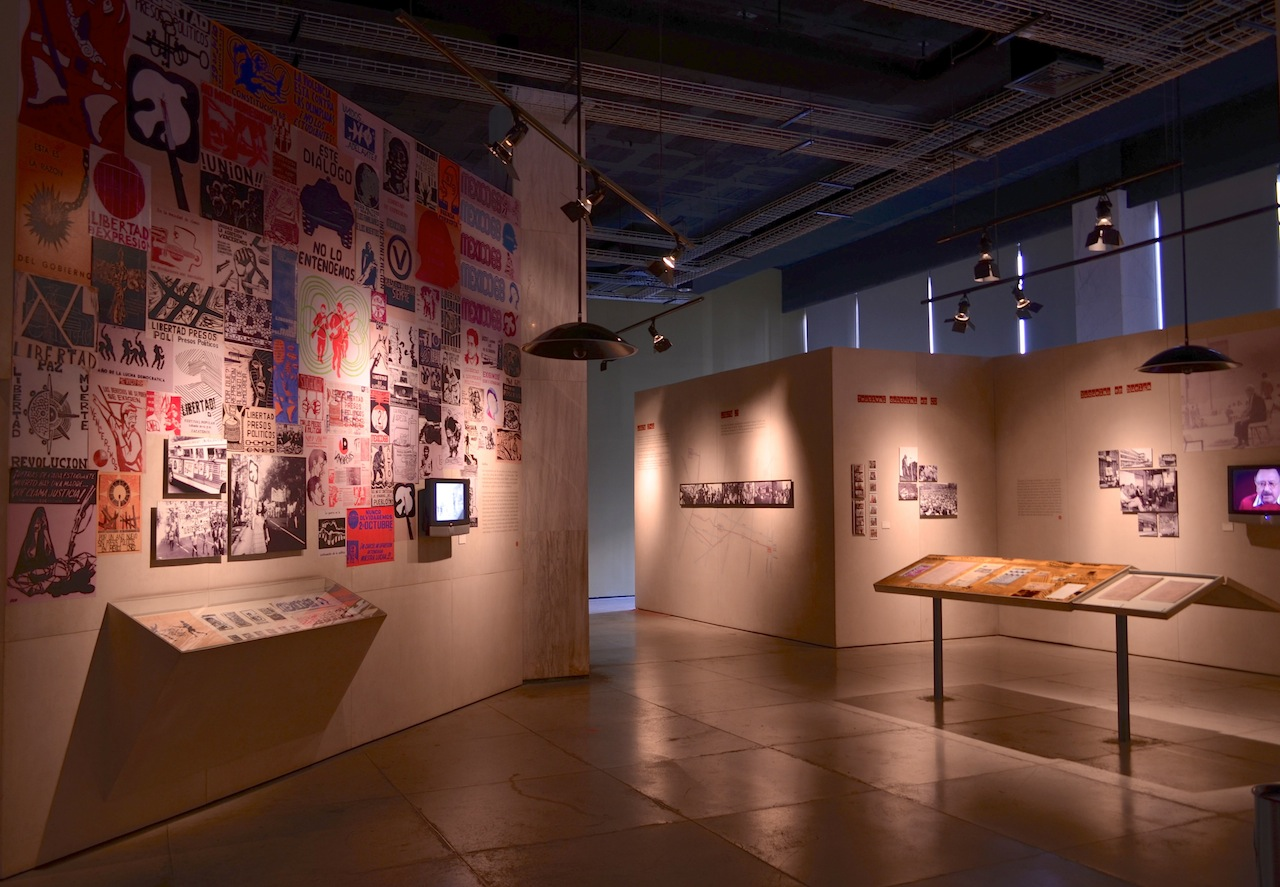
Memorial del 68
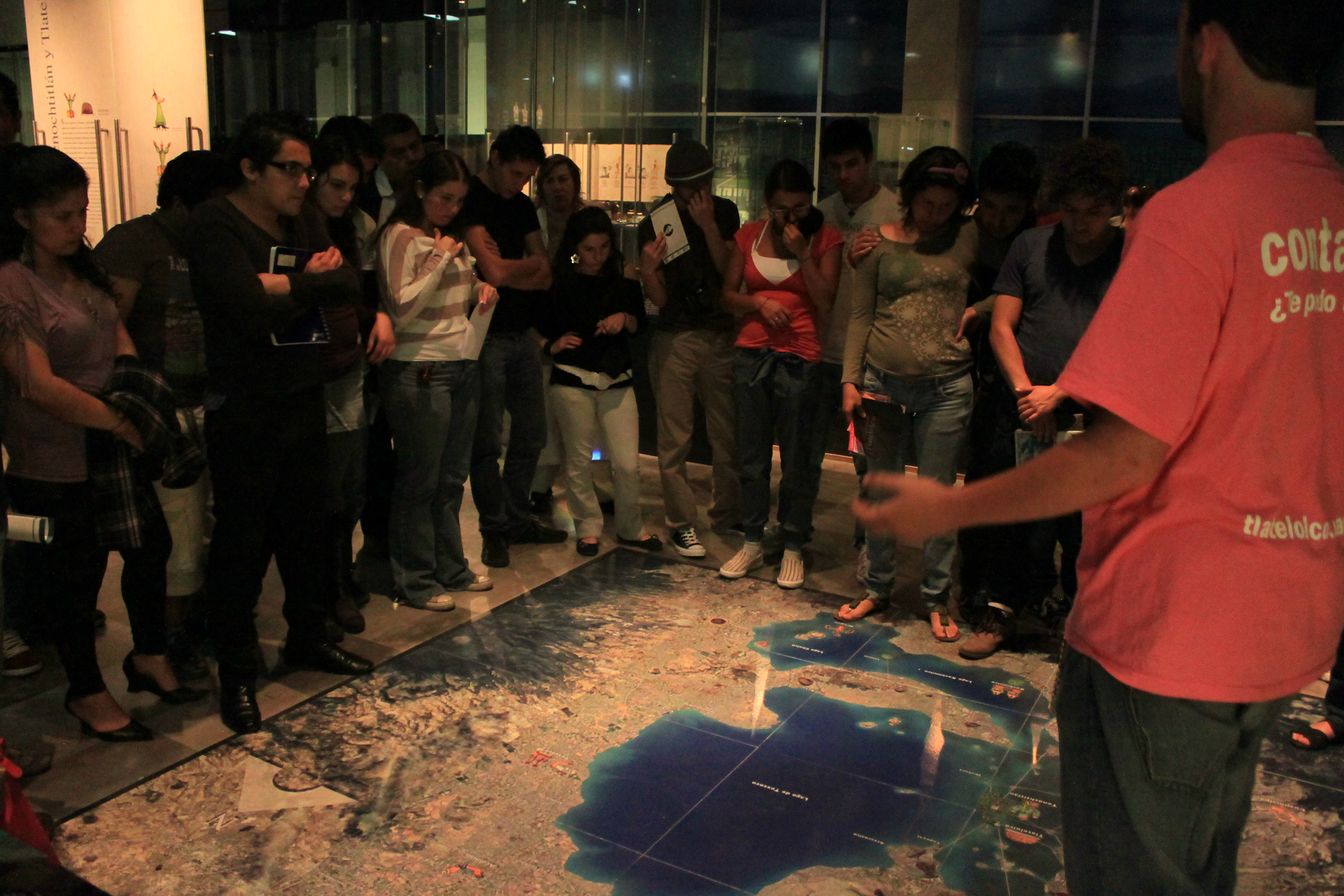
Museo de Tlatelolco
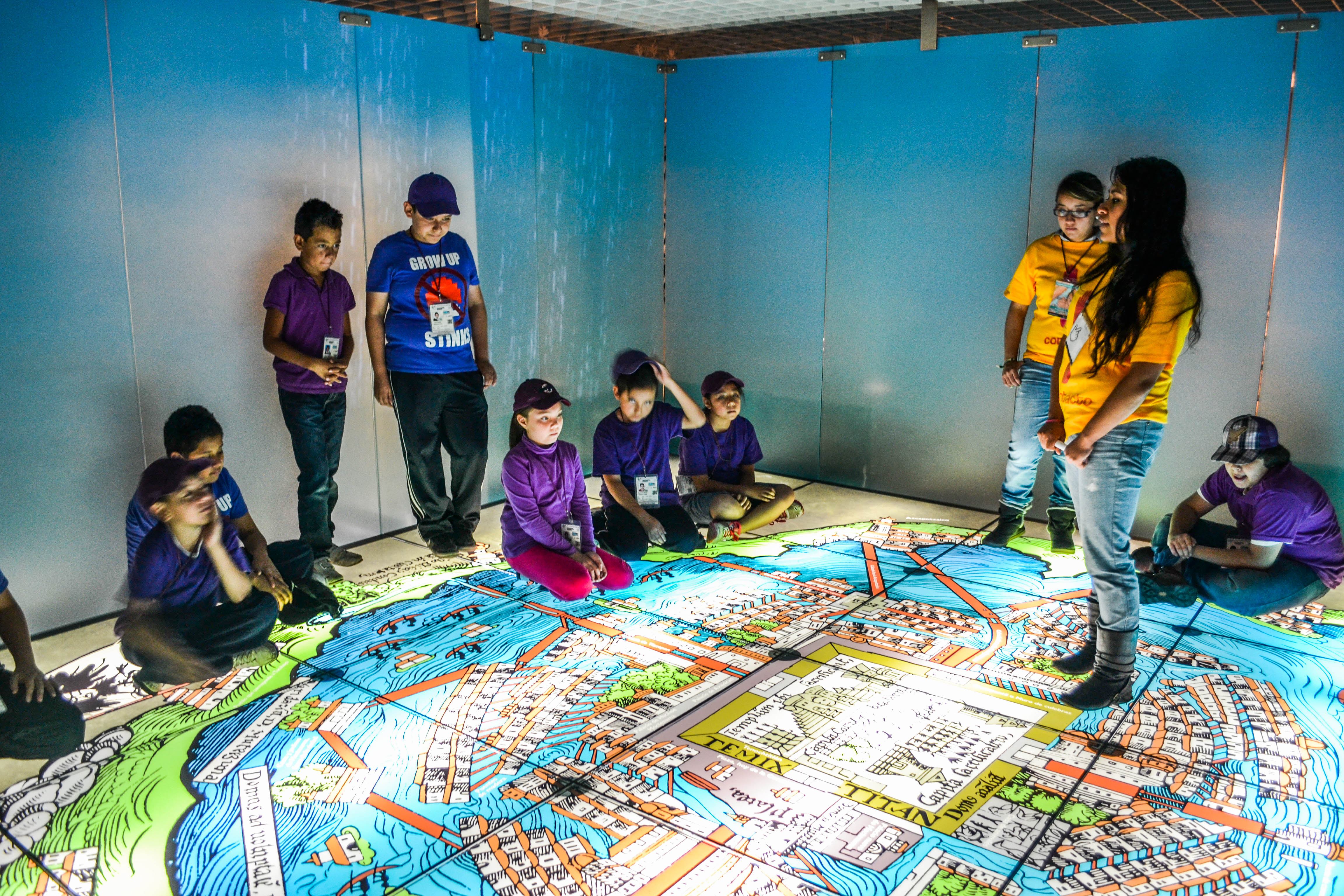
Museo de Tlatelolco
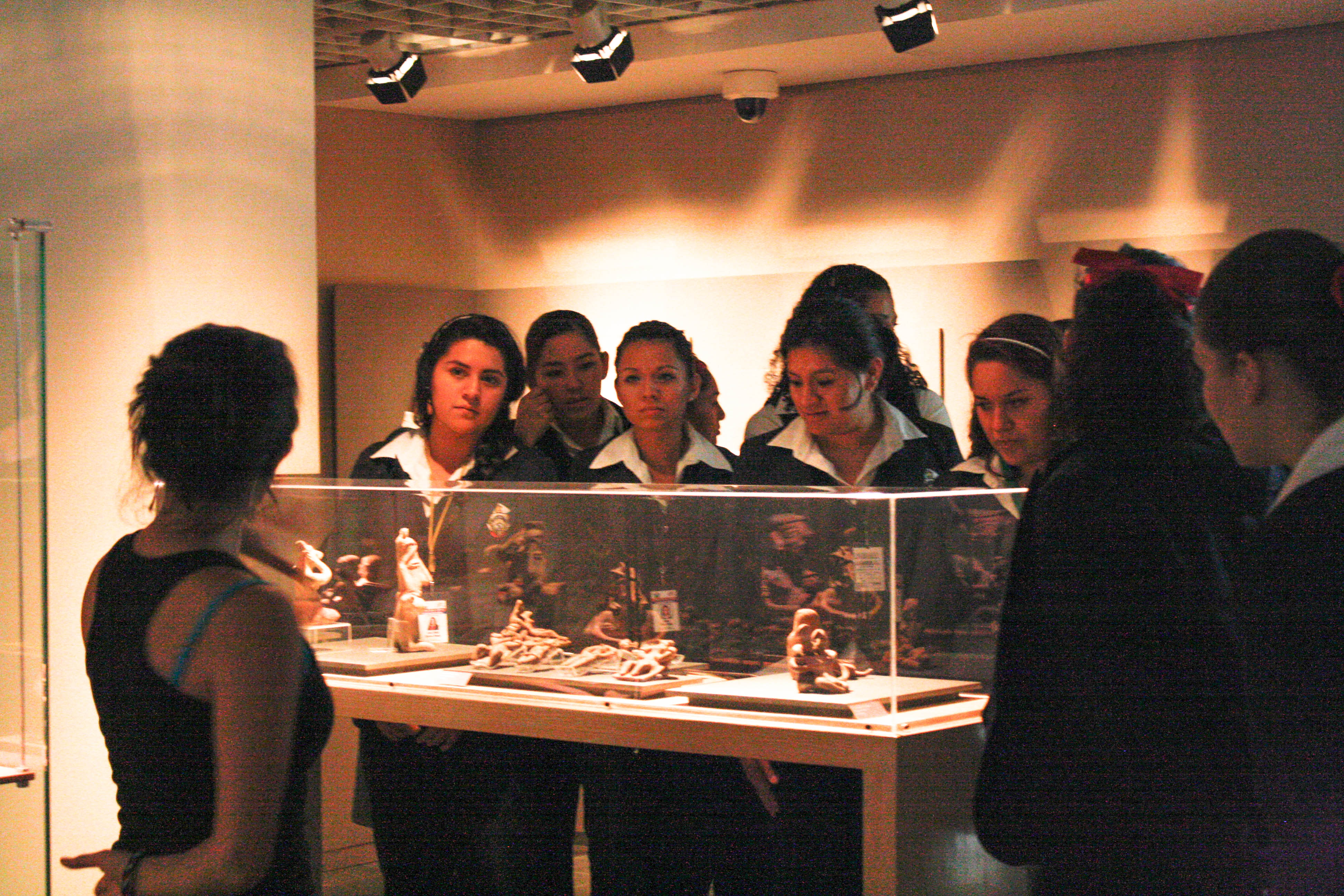
Colección Stavenhagen
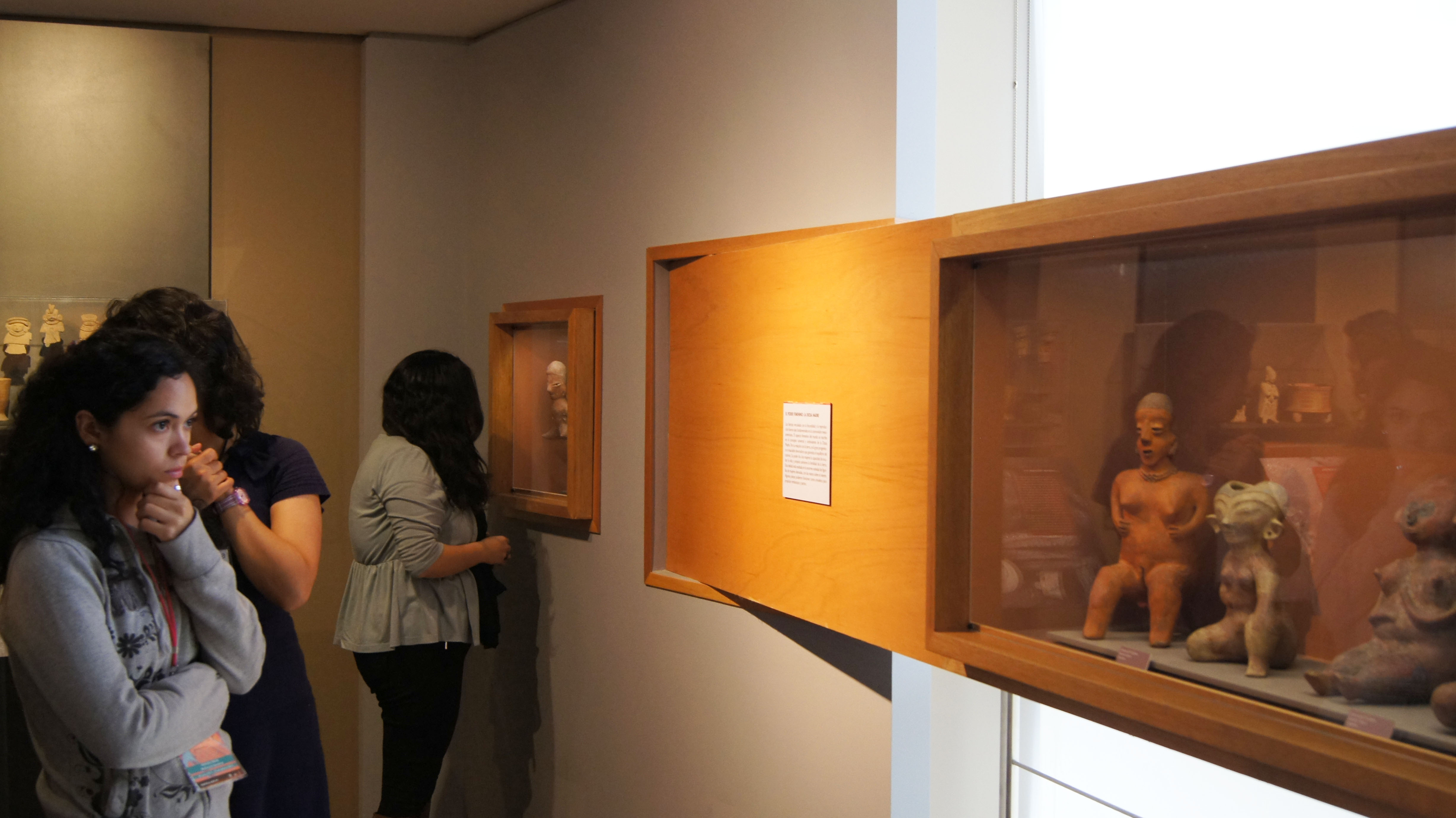
Colección Stavenhagen
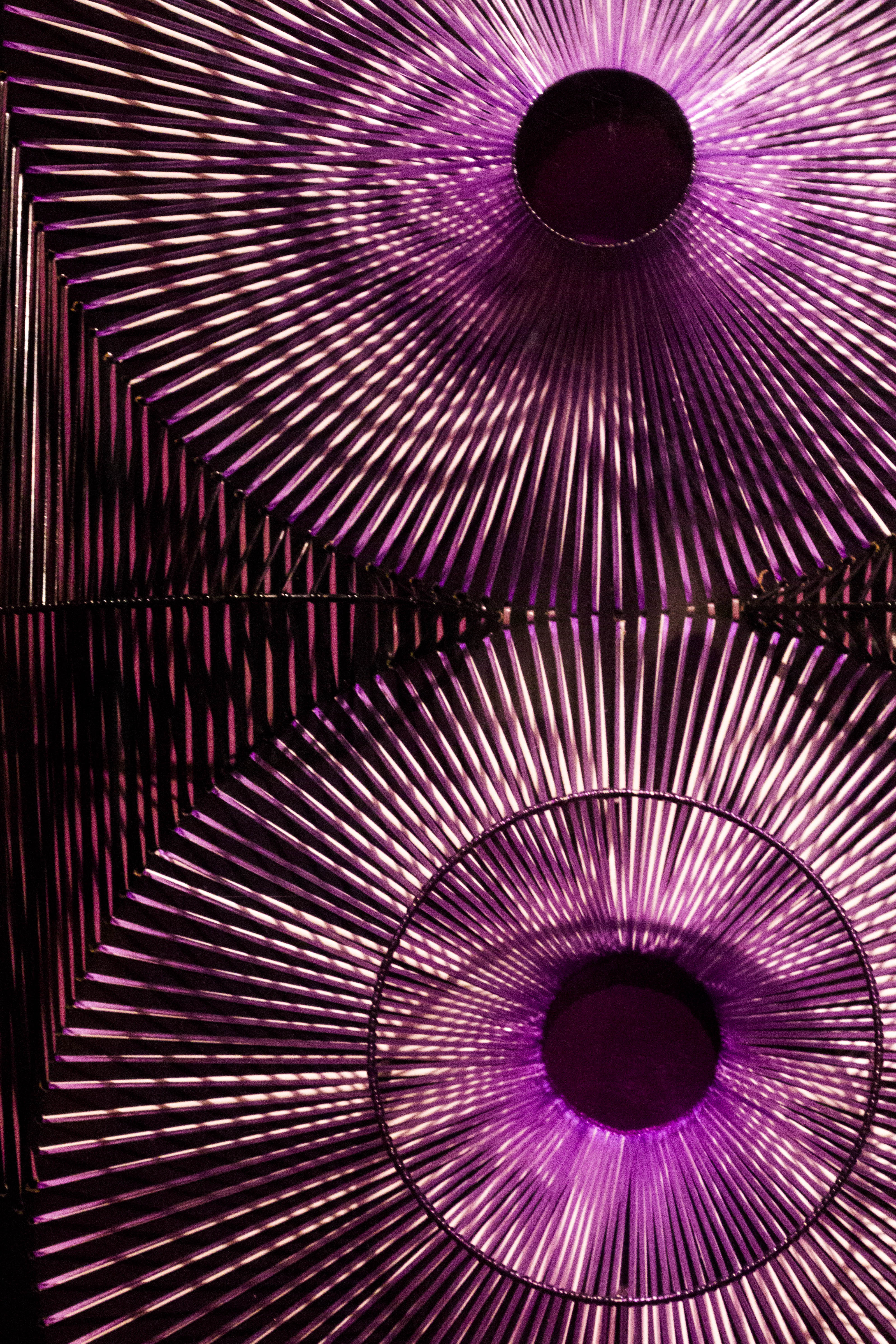
Sala de Colecciones Universitarias
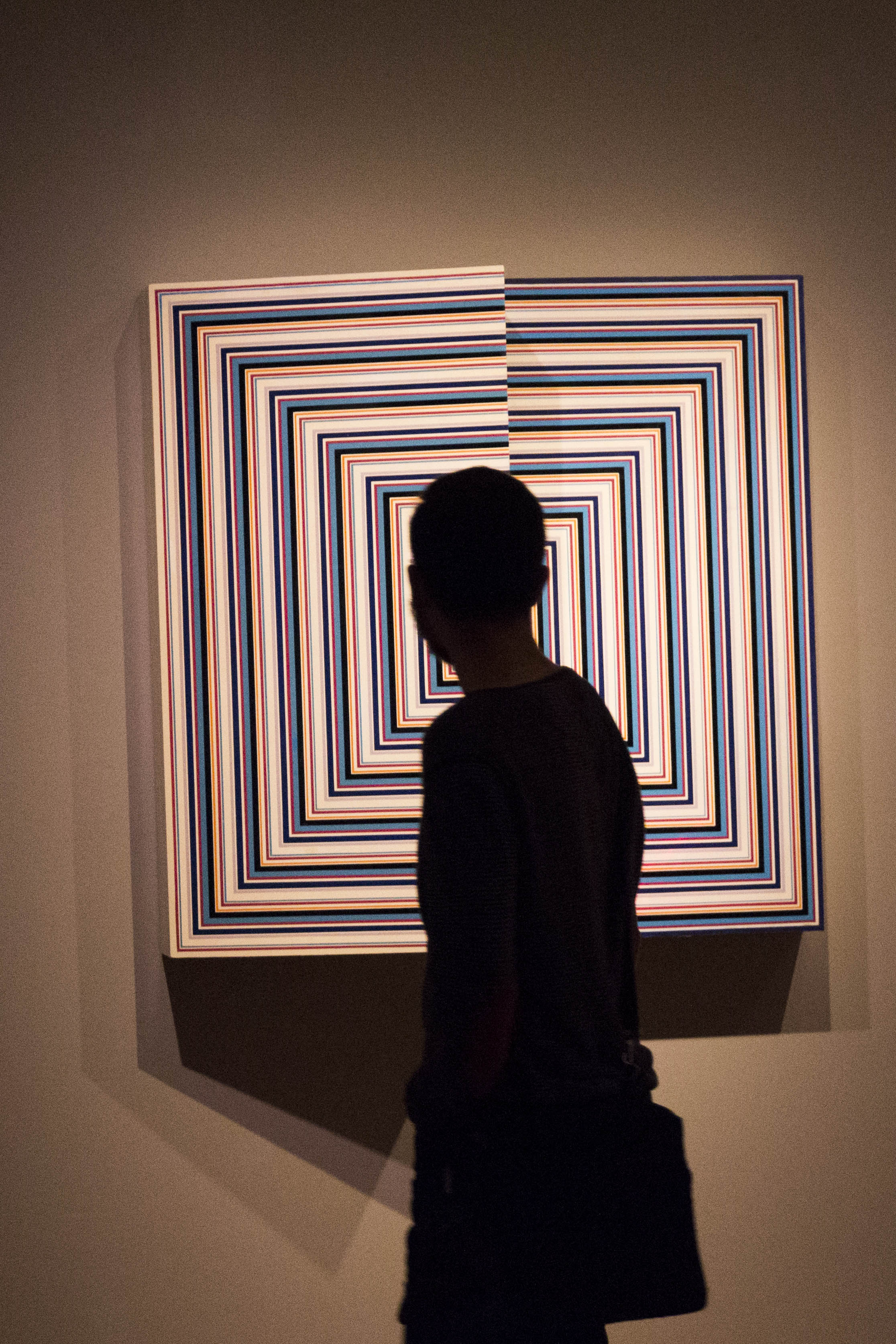
Sala de Colecciones Universitarias
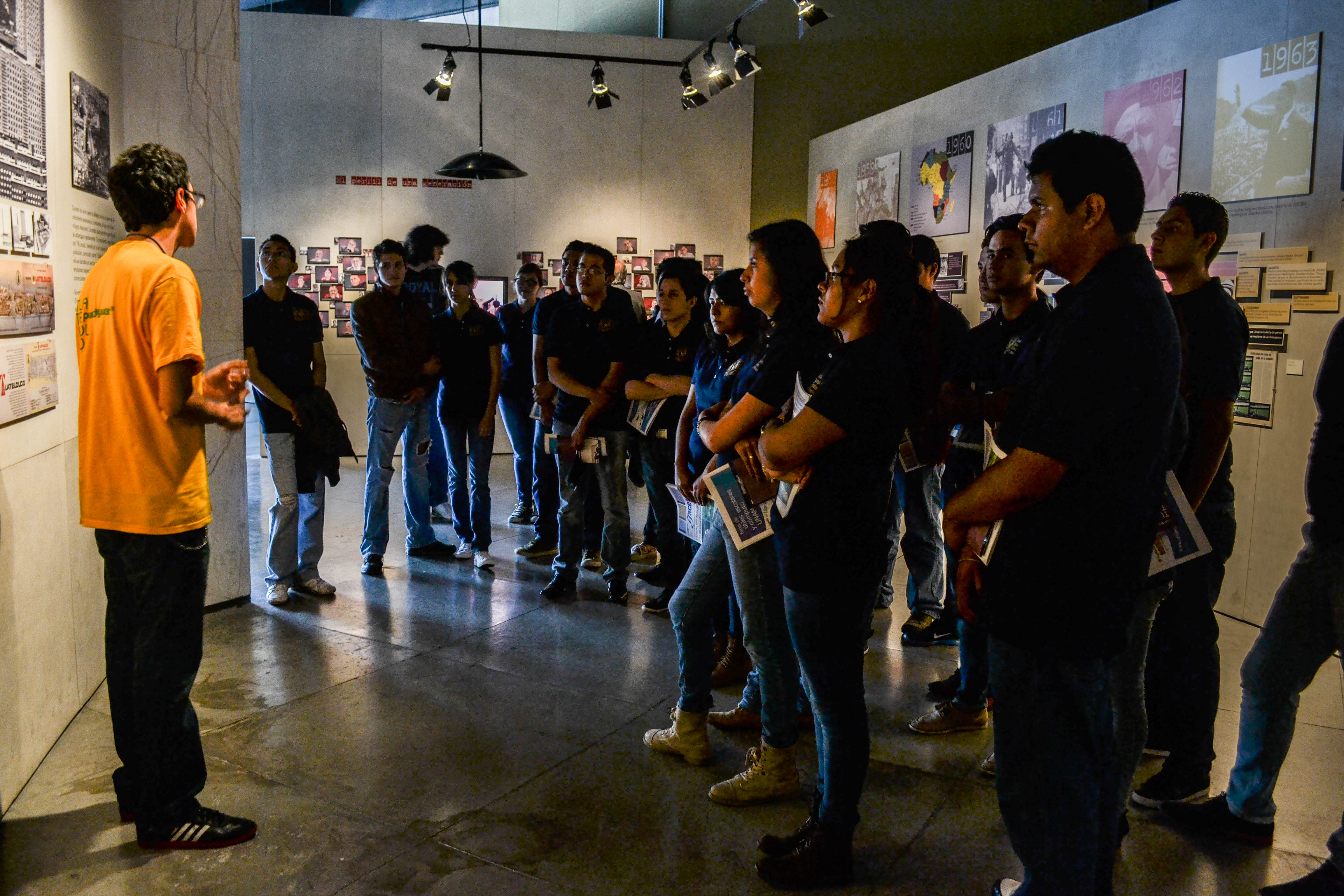
Mediacion Educativa
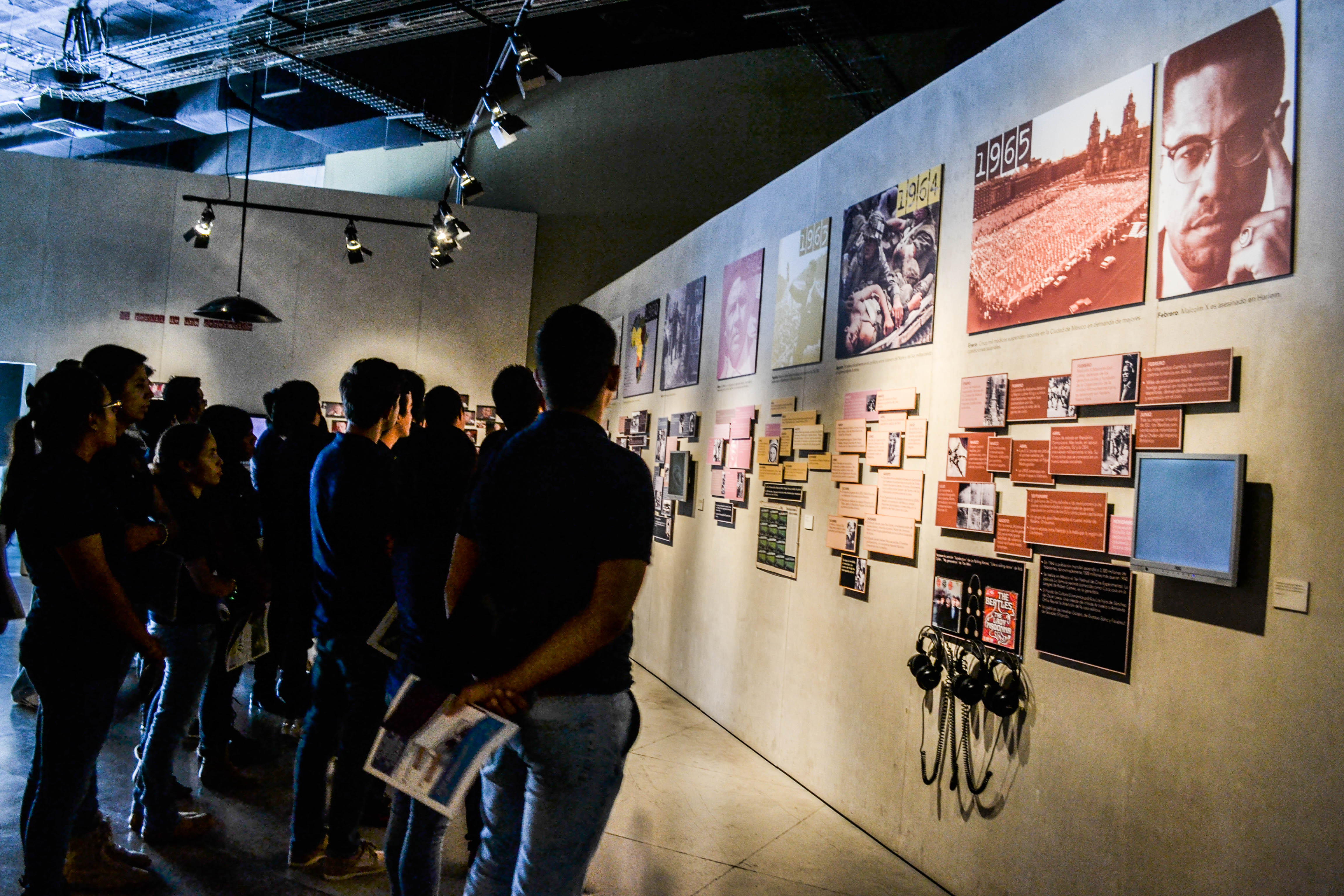
Mediacion Educativa